# Pier Dandini

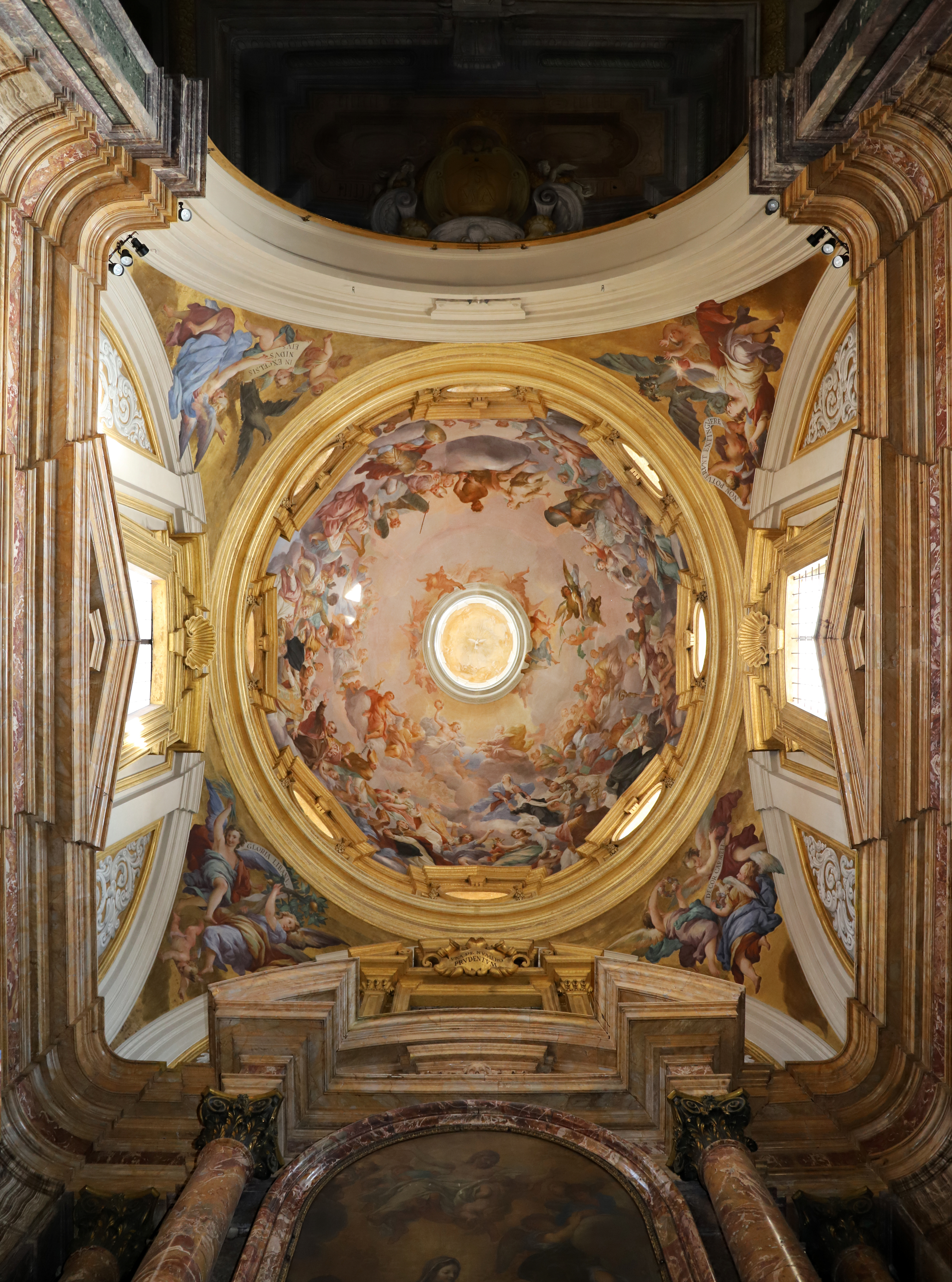
La cupola di Santa Maria Maddalena dei Pazzi

Pier (Pietro) Dandini (Firenze, 12 aprile 1646 – Firenze, 26 novembre 1712) è stato un pittore italiano.

## Biografia
Figlio di un Ottaviano, fratello minore dei pittori Cesare e Vincenzo Dandini, Pier (o Pietro) Dandini fu tra i pittori più attivi a Firenze in epoca barocca. Sue opere si trovano in molte chiese cittadine, come San Frediano (affreschi nella cappella di San Bernardo), San Jacopo Soprarno (affreschi nella volta), San Giovannino degli Scolopi (affreschi nelle lunette), Santa Maria Maddalena de' Pazzi (affresco della cupola della Cappella Maggiore con l'Ascesa di Santa Maria Maddalena de' Pazzi con tutti i santi fiorentini, 1701), Santa Maria Maggiore, San Giovannino dei Cavalieri (pala con la Decollazione del Battista), nell'ex convento di San Francesco de' Macci.
Altre opere si trovano a Palazzo Corsini, alla Villa La Petraia (affreschi nella Cappella Nuova) e alla Villa Bellavista vicino a Pistoia (affreschi), lavorò anche all'interno del Palazzo Marchetti in centro a Pistoia con una serie di affreschi allegorici: "Allegoria della pittura"; Allegoria delle arti"; "Amor di virtu" nello studiolo del vescovo Giovanni Matteo Marchetti; e nella volta della galleria con l'"Allegoria della famiglia Marchetti"; sempre a Pistoia lavorò presso Palazzo Gatteschi nelle decorazioni degli affreschi nuziali con amorini a coppie in volo abbracciati o legati da nastri e tralci fioriti, per il matrimonio tra Pistoletto Gatteschi e Maria Francesca Bracciolini, celebrate nel 1707; a Pisa si trova una pala presso la Chiesa di Santa Caterina d'Alessandria; a Prato una pala di Dio Padre e santi nel Santuario della Madonna del Giglio; a Vinci un'Adorazione dei Magi nella Chiesa di Santa Croce, e nella Chiesa di Santa Maria Assunta l'Apoteosi di San Valentino Martire (1703). Sono a lui attribuite le pitture nelle cappelle dell'orto dei frati alcantarini nei pressi della Villa medicea dell'Ambrogiana a Montelupo Fiorentino, coeve all'attigua chiesa e convento lì costruite per volere di Cosimo III de' Medici.
Per l'auditore Filippo Luci il Dandini dipinse La battaglia di Vienna descritta con grande entusiasmo da Francesco Saverio Baldinucci, ma del grande quadro di proprietà del Luci si sono perse le tracce. Così come sono rimaste sconosciute due tele ispirate a scene della stessa battaglia di Vienna del 1683, conservate fino ai primi anni del Novecento nella Villa Bellavista di Borgo a Buggiano poco distante da Firenze, di proprietà del funzionario granducale, marchese Francesco Feroni, forse il committente dei dipinti.
A Palazzo Montecitorio a Roma si trova una serie di tele delle Quattro stagioni. Dipinse anche tele di scene rupestri. Una si trova in Sicilia, a Carruba di Riposto nella tenuta dei Calanna e  marchesi Paternò Castello. A Pier Dandini è attribuita la seicentesca "Assunzione della Madonna" conservata nella Chiesa di San Pietro a Colle di Val d'Elsa.
Attribuita al Dandini, una tela Adorazione dei Magi è presente nella Pinacoteca civica di Forlì.
Suo figlio Ottaviano fu gesuita e, a sua volta, pittore.